# Суасо, Умберто
Умбе́рто Суа́со (исп. Humberto Andrés Suazo Pontivo; род. 10 мая 1981[…], Сан-Антонио, Вальпараисо) — чилийский футболист, игравший на позиции нападающего. Лучший бомбардир мира в международных матчах по версии IFFHS 2006 года.

## Ранние годы
Умберто родился в Сан-Антонио и начал тренироваться в детской команде родного города «Клуб Торино» с 6 лет. В декабре 1995 года его приметили скауты одного из ведущих клубов страны — «Универсидад Католика», в молодёжной системе которого он продолжил своё футбольного воспитание.
В 2000 году произошёл дебют Суасо в профессиональном футболе. «Универсидад Католика» отдала его в аренду в клуб 2 дивизиона «Ньюбленсе», и свой первый матч он сыграл против «Магальянеса», в прошлом одного из лучших чилийских клубов. В этом матче он забил свой первый гол. В следующем сезоне он уже выступал за «Магальянес».
В 2002 году он вернулся в родной город выступать за клуб третьего дивизиона «Сан-Антонио Унидо». Казалось, что его карьера катится по нисходящей, до тех пор, пока он не наколотил уже в сезоне 2003/04 за другой клуб 3-го дивизиона «Сан-Луис» (Кильота) 40 голов в 40 матчах, чем привлёк к себе внимание более серьёзной команды — «Аудакс Итальяно». Суасо воспользовался своим шансом, несмотря на травму, полученную им в начале 2004 года — в 62 матчах за «Аудакс» на более высоком уровне 1 дивизиона он за 2 сезона забил всё те же 40 голов.

## Коло-Коло
В 2006 году Умберто Суасо перешёл в лучший чилийский клуб — «Коло-Коло». За несколько лет до того команда находилась на грани банкротства, но помощь болельщиков и грамотная политика по подбору состава позволили «Коло-Коло» вернуть свои высокие позиции в чилийском футболе. В том году ударную связку в команде составили признанный впоследствии лучшим футболистом Южной Америки 2006 Матиас Фернандес и на острие нападения был Умберто Суасо. Суасо стал лучшим бомбардиром Апертуры Чили с 19 голами («Коло-Коло» стал чемпионом страны) в 21 матче. Затем, во второй половине года, его 10 голов в 12 матчах позволили «Коло-Коло» дойти до финала Южноамериканского кубка. Команда была явным фаворитом, однако уступила в финале мексиканской «Пачуке». Параллельно чёрно-белые завоевали очередной чемпионский титул, выиграв и Клаусуру Чили (у Суасо 15 голов в 16 матчах).
По итогам 2006 года Умберто Суасо был признан лучшим бомбардиром мира в международных матчах. IFFHS учитывает в этом рейтинге сумму голов за сборную (у Суасо за год было 4 забитых гола) и в континентальных клубных турнирах (в Кубке Либертадорес 2006 Суасо отметился хет-триком в ворота «Гвадалахары», плюс вышеуказанные 10 мячей в ЮАК). С 17-ю мячами Суасо стал лучшим бомбардиром мира по данной номинации. Хотя чемпионаты в Чили самостоятельные, при подсчёте голов за год, у Суасо оказалось 34 гола. Лишь Клас-Ян Хюнтелар из амстердамского «Аякса» смог забить за 2006 год на гол больше.
В 2007 году Суасо наколотил в ворота соперников в чилийском первенстве Апертуры 18 голов в 17 матчах и привёл «Коло-Коло» к третьему чемпионству подряд (и всего — к 26-му в истории клуба). В розыгрыше Кубка Либертадорес 2007 Суасо в 7 матчах забил 5 мячей. Всего в 75 матчах за «Коло-Коло» за 1,5 года футболист отметился 70-ю голами.

## Монтеррей
В середине 2008 года мексиканский «Монтеррей» купил футболиста за 8 млн долларов. В 12 матчах первого чемпионата Суасо отметился лишь тремя забитыми голами. Пошли слухи о продаже футболиста в аргентинский «Индепендьенте», тем более что у Умберто не очень заладились отношения с тренерами и партнёрами по новой команде. Однако 4 января 2008 года Суасо собрал пресс-конференцию, на которой заявил, что первые 6 месяцев пребывания в «Монтеррее» не были для него удачными, однако он намерен изменить ситуацию и будет очень усердно для этого работать. 13 февраля он отметился хет-триком в ворота «Текос УАГ». 6 апреля Суасо забил 4 гола в ворота «Веракруса». По итогам сезона в 31 игре двух чемпионатов страны он забил 19 голов.

## Поздняя карьера
В 2015 году Суасо вернулся в «Коло-Коло». В октябре у футболиста случился конфликт с тренером Хосе Луисом Сьеррой, после которого он не прибыл на тренировку и вскоре был выдворен из команды. В ноябре Суасо прибыл в распоряжение «Монтеррея», но за команду так больше и не сыграл.
В июне 2017 года 36-летний Суасо после двухлетнего перерыва возобновил профессиональную карьеру в клубе из своего родного города «Сан-Антонио Унидо». 6 августа он впервые сыграл официальный матч после возвращения в футбол, проведя весь матч с клубом «Депортиво Реколета». 12 августа Суасо провёл свой второй матч, в котором забил два гола в ворота «Наваля».

## Сборная
В 2006 году все 4 своих гола в зачёт международных матчей Суасо забил в товарищеских матчах (в ворота сборных Новой Зеландии, Швеции, Кот-д’Ивуара и Колумбии). На Кубке Америки 2007 Суасо отметился тремя голами — дублем в групповом матче против Эквадора и голом в 1/4 финала против Бразилии.
В отборочных матчах чемпионата мира 2010 года Умберто забил всего 10 голов:
по два мяча сборной Перу, сборной Венесуэлы, сборной Бразилии, сборной Колумбии и по одному мячу Эквадору и Парагвая. С 10 забитыми мячами Суасо стал единоличным бомбардиром сборной в отборочном цикле и помог занять ей второе место, пробившись в финальную стадию чемпионата мира.
В финальном турнире чемпионата мира 2010 года в ЮАР сыграл 2 игры: Чили — Швейцария — 1:0 (групповой этап) и в 1/8 финала (Бразилия — Чили — 3:0)

## Титулы и достижения
- Чемпион Чили (3): Ап. 2006, Кл. 2006, Ап. 2007
- Победитель Лиги чемпионов КОНКАКАФ (2): 2010/11, 2011/12
- Финалист Южноамериканского кубка: 2006
- Лучший бомбардир чемпионата Чили (2): Ап. 2006, Кл. 2007
- Лучший бомбардир чемпионата Мексики: Кл. 2008
- Лучший бомбардир Южноамериканского кубка: 2006
- Лучший бомбардир Лиги чемпионов КОНКАКАФ: 2011/12 (7 голов, совместно с Орибе Перальтой)
- Обладатель приза IFFHS лучшему бомбардиру мира в международных матчах: 2006[8]